# Vereinigung der Bayerischen Wirtschaft
Die vbw – Vereinigung der Bayerischen Wirtschaft e. V. vertritt als freiwillige, branchenübergreifende Dachorganisation der bayerischen Wirtschaft 164 Arbeitgeber- und Wirtschaftsverbände sowie 52 Fördermitglieder aus den Bereichen Industrie, Handwerk, Bauwirtschaft, Groß- und Außenhandel, Einzelhandel, Banken, Versicherungsgewerbe, Land- und Forstwirtschaft, freie Berufe und weiteren Dienstleistungsgewerben in Bayern als Lobbyorganisation gegenüber staatlichen sowie nichtstaatlichen Organisationen und der Öffentlichkeit. In den Branchen der vbw Mitgliedsverbände sind bayernweit etwa 4,8 Millionen sozialversicherungspflichtige Beschäftigte tätig; das sind fast 90 Prozent aller Beschäftigten im Freistaat. Der Verband hat seinen Sitz in München. Präsident ist seit 2019 Wolfram Hatz, Hauptgeschäftsführer seit 2005 Bertram Brossardt.

## Geschichte

### Die ersten Jahre
Die ersten Versuche, einen bayerischen Industrieverband zu gründen, scheiterten in den Jahren 1896 und 1899. 1900 gründete daraufhin der Bund der Industriellen einen Bezirksverband in Nürnberg, aus dem 1902 ein süddeutscher Bezirksverband hervorging. Der BDI vertrat zum damaligen Zeitpunkt in erster Linie die verarbeitende Industrie, wohingegen die Textil-, Eisen- und Maschinenindustrie deutschlandweit durch den konkurrierenden Centralverband deutscher Industrieller vertreten wurde. Um eine Zweiteilung der Industrievertretung in Bayern zu verhindern, wurde 1902 als erste gemeinschaftliche Interessenvertretung der bayerischen Industrie der Bayerische Industriellen-Verband (BIV) gegründet. Erklärtes Ziel war unter anderem die „Verbesserung von Verkehrswegen, kommunaler Angelegenheiten sowie Frachttarifen“ wohingegen die Verfolgung „irgendwelcher parteipolitischer Ziele“ ausgeschlossen wurde. In den ersten Jahren waren nur Unternehmen Mitglied im BIV, bis sich im Jahre 1906 die ersten Verbände anschlossen. Die Anzahl der Mitgliedschaften entwickelte sich im ersten Jahr von 76 (1902) auf 354 (1903).

### Weimarer Republik
Nach dem Ersten Weltkrieg waren 1919 bereits 1924 Einzelunternehmen und 37 Verbände Mitglied im Bayerischen Industriellen-Verband (BIV). Diese starke Mitgliederzunahme ist mehreren Faktoren geschuldet: Die erfolgreiche Interessenvertretung gegenüber der bayerischen Staatsregierung war im ersten Jahrzehnt des Bestehens des Verbandes Hauptmotiv für den Beitritt. Während des Ersten Weltkrieges konnte der BIV seinen Mitgliedern durch gute Kontakte zum Kriegsausschuss der deutschen Industrie Aufträge für Heereslieferungen vermitteln, was weitere Unternehmer zum Beitritt bewog. Die Novemberrevolution im Jahre 1918, das Ende der Monarchie, die Bildung der Räterepublik in Bayern und die damit einhergehende Unsicherheit über die politische Zukunft führten zum Höchststand der Mitgliedschaften im Jahr 1919. Im gleichen Jahr vertrat der BIV die Arbeitgeber bei den Verhandlungen zum ersten bayerischen Landes-Tarifvertrag. Da der BIV jedoch durch einen im Jahre 1905 abgeschlossenen Kartellvertrag zugesichert hatte sich rein wirtschaftspolitischen Themen zu widmen, wurde 1919 die „Landesstelle Bayern der Vereinigung der Deutschen Arbeitgeberverbände“ (VAB) gegründet. 1924 nannte sich diese in „Vereinigung der Bayerischen Arbeitgeber“ um. Somit war ab diesem Zeitpunkt die wirtschaftspolitische Interessenvertretung der bayerischen Wirtschaft von der sozialpolitischen Vertretung organisatorisch getrennt. VBA und BIV koordinierten ihre Aktivitäten über den eigens dafür eingerichteten „Landesausschuss der bayerischen Industrie“, der von beiden Verbänden gemeinsam geführt wurde.

### Nationalsozialismus
Nach der Machtübergabe an die Nationalsozialisten wurden auch die bayerischen Wirtschaftsverbände schrittweise gleichgeschaltet. Am 19. Juni 1933 wurden auf nationaler Ebene der „Reichsverband der Deutschen Industrie“ mit der „Vereinigung der Deutschen Arbeitgeberverbände“ zum „Reichsstand der Deutschen Industrie“ zusammengeschlossen und somit gleichgeschaltet. Im Dritten Reich traten Unternehmensberatungsstellen der „Deutschen Arbeitsfront“ die Vertretung und Beratung von Unternehmen in wirtschaftspolitischen- und sozialpolitischen Fragen sowie die Vertretung vor Arbeitsgerichten an.

### Nach 1945
Nach dem Ende des Zweiten Weltkrieges gestattete die US-amerikanische Militärverwaltung zwar einen Zusammenschluss von fachlichen Industrie- und Arbeitgeberverbänden, die Gründung von Dachorganisationen blieb jedoch vorerst untersagt. Nachdem sich der Bayerische Gewerkschaftsbund im Jahre 1947 neu gründete, genehmigte der Länderrat des amerikanischen Besatzungsgebietes auch einen ersten sozialrechtlichen Zusammenschluss der Bayerischen Industrie zur „Sozialrechtlichen Gemeinschaft Bayern“, welche im gleichen Jahr zur Gründung des „Vereins der Bayerischen Metallindustrie“ führte. Eine gemeinsame Arbeitgebervertretung wurde jedoch erst 1949 durch die amerikanische Militärregierung genehmigt, nachdem sich der Bedarf nach einem Tarifvertrag immer weiter abgezeichnet hatte. Am 27. Juli 1949 wurde daraufhin die „Vereinigung der Arbeitgeber in Bayern“ (VAB) gegründet. Da zu diesem Zeitpunkt in Bayern eine Vielzahl von Wirtschaftsverbänden, -gremien und -ausschüssen ohne jegliche Koordinierung tätig waren, wurde am 2. November 1949 im Münchner Ärztehaus der „Landesausschuss der Bayerischen Industrie“ gegründet.
Aufgrund der personellen Struktur des Gründungspräsidiums – „es kamen nur Herren in Betracht, die (im Dritten Reich) keine Parteigenossen gewesen seien“ – verlief die Zulassung des neuen Verbandes problemlos. Er sollte als zentrale Stelle überfachliche Querschnittsaufgaben behandeln und so eine Überorganisation durch die verschiedenen Verbände sowie Industrie- und Handelskammern vermeiden. Nachdem der Bedarf einer gemeinschaftlichen Organisation der Bayerischen Industrie erkannt war, man jedoch keinen neuen Verband gründen wollte, wurde der Landesausschuss der Bayerischen Industrie durch eine Satzungsreform im Jahre 1951 zum „Landesverband der Bayerischen Industrie“ umgeformt. Im gleichen Jahr wurde auch die „Informationsstelle der Bayerischen Wirtschaft“, die heute als ibw – Informationszentrale der Bayerischen Wirtschaft ebenfalls Teil der Struktur der vbw ist, gegründet.
Die VAB und der LBI waren zwar formal getrennt – der LBI äußerte sich nicht zu Fragen der Tarifpolitik und die VAB nicht zu wirtschaftspolitischen Fragen – jedoch wurden durch die überlappende Mitgliederstruktur sowie gleichen Problemfelder auch inhaltlich gleiche Themenfelder bearbeitet. Um hier Synergieeffekte zu nutzen, und als Arbeitgeber und Industrie im gesellschaftspolitischen Fragen einheitliche Positionen zu vertreten, ging die Vereinigung der Bayerischen Wirtschaft im Jahre 1998 aus der Fusion des Landesverbandes der Bayerischen Industrie und der Vereinigung der Arbeitgeberverbände in Bayern hervor. Erster Präsident des neuen Verbandes wurde Erich Sennebogen. Im Jahr 2000 wurde Randolf Rodenstock zum Präsidenten gewählt.

## Mitglieder
Im Juli 2025 hatte der Verband 215 Mitglieder: 164 Mitgliedsverbände und 52 Fördermitglieder.

## Leitung
- Präsident: Wolfram Hatz (seit 2019)
- Hauptgeschäftsführer: Bertram Brossardt (seit 2005)